# トマ・プレリュボヴィチ
トマ・プレリュボヴィチ（セルビア語: Тома Прељубовић, ラテン文字転写: Toma Preljubović, 生年不詳 - 1384年12月23日）は、セルビア人イピロス専制公（在位：1367年 - 1384年12月23日）。ギリシア語名はソマス・コムニノス・プレルボス（Θωμάς Κομνηνός Πρελούμπος）。古典式慣例表記はトーマース・コムネノス。

## 家系
母イェレナを通じ、バルカン半島西部を制圧したセルビア皇帝ステファン・ウロシュ4世ドゥシャンの甥に当たる。父のグルグール・プレリュブはドゥシャンの下で副帝（ケサル）、セサリア行政官（在任：1348年 - 1356年）を務めた。母イェレナはプレリュブの死後セルビア貴族ラドスラヴ・フラペンと再婚した。姉妹イェレナ（ギリシア名イリニ）はアルバニア人アカルナニア専制公ジン・ブア・スパタの妻。妻マリア・アンゲリナ・ドゥケナ・コムニニ・パレオロギナはドゥシャンの異母弟シメオン・ウロシュ・パレオロゴスの娘。ギリシア名のコムニノス（コムネノス）姓は妻を通じて得た名前。

## 生涯と事績
父の死後、セサリア地方は東ローマ帝国から自立した専制公ニキフォロス2世ドゥカス・オルシーニによって掌握され、イピロスを支配していたシメオン・ウロシュ・パレオロゴスの一家と共にマケドニア地方カストリアに難を逃れる。1359年のニキフォロス2世の死後、シメオンはセサリア・イピロス両地方の掌握に乗り出した。この時同行したグルグール・プレリュブの息子トマはめざましい働きを見せ、シメオンの権力確立後、1362年にその娘マリア・アンゲリナを妻に得た。
シメオンはトリカラに宮廷を構え、「皇帝」としてセサリア・イピロス支配を開始する。しかしイピロス地方には既にアルバニア人の勢力伸長が著しく（ニキフォロス2世は彼らの制圧を試みて敗死した）、ピンドス山脈を超えて彼らを支配することは困難であった。シメオンは直接支配を諦め、アルバニア人の首長ピェタル・リョシャとジン・ブア・スパタに専制公の称号を与え、彼らにイピロス南部を二分（エトリア、アカルナニア）して与え、名目的支配を維持することでよしとせざるを得なかった。
ヨアニナを中心とするイピロス北部はシメオンの直接支配下に留まったものの、その権力は十分に及ばず政情は不安定であった。そこでヨアニナ市民はシメオンに、より強力な支配者の派遣を願い出る。シメオンは、当時マケドニア地方の辺境エデサ（ヴォーデン）に在った婿トマに白羽の矢を立てた。かくして1367年、トマは妻マリアと共にヨアニナ入城を果たした。
トマは富国強兵策と強権政治をヨアニナに敷いた。税の徴収は厳格化され、防備を強化するための築城・補修工事に多数の動員がなされた。治世中に何度か起きたペストの流行と人口減に対しては、ギリシア人寡婦とセルビア人男性の再婚を奨励した。無論こうした政策は領民、ことに特権を無視されがちであった貴族層・教会指導者の反発を招いた。トマはこうした動きに対し、仮借ない態度で臨む。多数の貴族が投獄あるいは追放され、その財産は没収された。市内の至る所に牢が設けられ、投獄された貴族には過酷な拷問が待っていたという。
一方、既にイピロス南部に勢力を確立したアルバニア人は北部、すなわちトマの領域への拡大を目指した。最初の侵入は1367年から1370年にかけてのエトリア専制公ピェタル・リョシャによるヨアニナ包囲戦で、トマはこれを苦心の末に防衛し、和平をなさしめた。この時、トマの娘イェリナ（ギリシア名イリニ）とリョシャの息子ジンとの結婚が取り結ばれた。
しかし1374年にピェタル・リョシャが死ぬと、隣国アカルナニアの専制公ジン・ブア・スパタが彼の遺領を襲って併合し、沿岸部の要塞を巡るトッコ家、及びその同盟者聖ヨハネ騎士団団長ファン・フェルナンデス・デ・エレディアとの戦いに勝利した。1377年9月14日、勢いに乗るスパタはヨアニナに対し新たな遠征を開始した。この戦争はリョシャによるものよりも遙かに大規模なもので、数度の和平（この時、トマの姉妹イェレナがスパタの妻となった）をはさみつつ長期化した。
スパタは巧妙かつ執拗な戦略を練り、収穫期に侵攻し、葡萄畑や農場などを荒らして補給面での苦境を強いた。更に1379年2月、トマに対するヨアニナ市民の不満を利用して、内通者による反乱を起こさせたため、一時はヨアニナの城塞地区の一部が占領されるにまで至ったが、トマ側につくヨアニナ市民防衛軍の奮起もあり、最終的にアルバニア人は撃退された。
トマによる戦後処理は過酷なものであった。彼はアルバニア人捕虜を全て殺すか、奴隷として売り払い、戦役中に内通した者を探り出しては拷問を加えて殺害した。ヨアニナ城郭に今も残る、彼が建設した塔に刻まれた「アルバニア人殺しソマス」というギリシア語銘文は、この時の報復の凄まじさを今に伝えている。
トマはうち続くアルバニア人との戦況を打開するため、当時バルカン半島に勢力を広げつつあったオスマン朝との同盟に乗り出した。1380年、彼はこの同盟によってアルバニア人に対する戦争を有利に進め、いくつかの要塞を奪った。ジン・スパタはやむなく1382年に休戦を申し出る。
同年、東ローマ共治帝マヌイル2世パレオロゴスがセサロニキに自治政府を樹立して、対オスマン戦争を開始した。軍事支援に対するオスマン側の要求が次第に増大していくことに不安を覚えたトマは、近隣諸国との同盟を求めるマヌイル2世の申し出に応じて、彼の（形式的な）臣下にして同盟者となり、その返礼として皇帝から正式に専制公の称号を授与された。この同盟関係は実質的な利益をもたらすことはなく、オスマン軍はイピロス、セサロニキ双方に攻撃を継続していく。
一方、東ローマ宮廷との結びつきは教会組織間の往来をも復活させ、ヨアニナへの府主教派遣などが行われたが、トマは間もなく府主教を追放に処してしまった。しかし、教会に対するトマの過度に厳しい姿勢は、逆に彼自身の立場を次第に危ういものにしていき、最終的には彼の命をも奪うことになった。
トマは1384年12月23日早朝、自分の護衛兵であったフランク人アントニオらによって暗殺された。彼の死を知ったアルバニア人が再び攻撃をかけてくる中、未亡人となった専制公妃マリアは兄弟である元君主の修道士ヨアサフらと協議の上、マリアの母方の家系オルシーニ家と縁戚関係にあるエザウ・ブオンデルモンティと再婚し、彼を専制公に任じた。エザウはアルバニア人を撃退し、事態を収拾して統治を開始した。トマの死をもってイピロスのセルビア人支配は終了し、イタリア人支配の時代へと移り変わっていく。

## 人物評について
以上の記述は、大半が15世紀の記録『ヨアニナ年代記』に基づくものである。年代記の作者は教会人であり、トマの人物と政策に激しい敵意を抱いていた。そのためトマは、典型的な暴君として冷酷、残虐、貪欲、好色、男色(当時の教会人はしばしばこの行為や性向を｢悪｣として敵対者への攻撃に用いた)などの汚点をもって描かれ、その治世は暴政・圧政として描かれている。しかしこのような著作におけるトマの人物像は、もちろん疑問を持たれてしかるべきであるし、彼の政策もまた、相次ぐ反乱と外敵の侵入に対処し、脆弱なセルビア人少数支配の困難さを克服するための苦肉の策であったと評することもできよう。
トマはヨアニナ城塞地区内に葬られた。1795年にテペデレンリ・アリー・パシャがヨアニナに宮殿を造営した際、その墓が発見されたが、現存はしていない。トマが妻マリアと共にメテオラの大メテオロン修道院に奉献したイコンは、現在はクエンカ（スペイン）の大聖堂（カテドラル）に所蔵されている。本来は献呈者夫妻の肖像も描き込まれていたようであるが、現在その部分は失われ、銘文のみが残されている。

## 家族
妻マリア・アンゲリナとの間には1女が生まれた。
- イェリナ（セルビア語: ЈеринаもしくはИрина, ラテン文字転写: Jerina ギリシア名イリニ: Ειρήνη, 1362年 - 1375年）　ピェタル・リョシャの息子ジンの妻。